# محمد گل‌جامجو
محمد گل‌جامجو (۱۳۲۶ – ۲۸ بهمن ۱۴۰۰) عکاس و مجموعه‌دار ایرانی بود. او در حوزهٔ عکاسی سینما فعال بود و با هنرمندان برجستهٔ ایرانی همکاری داشت.

## زندگی
محمد گل‌جامجو متولد ۱۳۲۶ در تهران بود. او از عکاسان پیشکسوت است که سابقه طولانی در عکاسی و به ویژه عکاسی سیاه و سفید دارد. او کارش را در عکاسی «فرشته» واقع در خیابان شوش آغاز کرد و از باتجربه‌ترین افراد در این حوزه به‌شمار می‌رفت. 
او علاوه بر عکاسی، آرشیوی از اسناد تصویری ایران را نیز گردآوری کرده است. مجموعه آرشیوی او در سال‌های اخیر در اختیار آژانس عکس ایران‌ایمیجز قرار گرفته و توسط این آژانس منتشر می‌شود.
در سال ۱۳۹۶ بخشی از مجموعه او از عروسی غلامرضا تختی، در نگارخانه راه ابریشم تهران به نمایش گذاشته شد. البته شهرت او بیشتر به دلیل کلکسیون تک‌چهره‌های او از مشاهیر معاصر است که از آن جمله می‌توان به افرادی نظیر محمد قریب، محمد معین، مهدی اخوان ثالث، مجید محسنی، محمدحسین شهریار و … اشاره کرد. در سال ۱۳۹۶ نمایشگاهی از ۷ تک‌چهره شاعران دهه ۱۳۴۰ (خورشیدی) ایران از این مجموعه در کافه مانیا به نمایش درآمد.
محمد گل‌جامجو همچنین تجربه عکاسی فیلم هم داشته‌است. نخستین بار ساموئل خاچیکیان کارگردان معروف ایرانی عکس‌هایش را می‌بیند و از او دعوت می‌کند تا در پروژه‌های او عکاسی کند. او بعدها نیز در فیلم‌های سینمایی «پستچی» داریوش مهرجویی و «نفرین» ناصر تقوایی عکاسی کرده‌است. مجموعه‌های تلویزیونی گل پامچال و هزاردستان نیز از دیگر تجربه‌های عکاسی وی در سریال‌های تلویزیونی است. گل‌جامجو گنجینه‌ای از عکس‌هایی دربارهٔ جنگ ایران و عراق و مشهد در سال‌های پیش از انقلاب ۱۳۵۷ دارد.
فیلم مستندی با عنوان جام عکاسی از زندگی او ساخته شده‌است.

## درگذشت
محمد گل‌جامجو چندماهی‌ از عارضه آمبولی ریه رنج می‌برد که سرانجام در روز پنجشنبه ۲۸ بهمن ۱۴۰۰ براثر بیماری در بیمارستانی در تهران درگذشت. پیکر وی روز یکشنبه ۱ اسفند ۱۴۰۰ از مقابل خانه هنرمندان ایران تشییع و در قطعه نام‌آوران بهشت‌زهرا به خاک سپرده شد‌.

## کتاب‌ها
- خوزستان، تاریخ و ثروت
- مشهد قدیم